# Église San Biagio de Forlì
L'église de San Biagio se situe dans le centre historique de Forlì. L'édifice actuel est le résultat de la reconstruction, en date de 1953, sous des formes à peu près similaires, d'une église antérieure, détruite par les bombardements de 1944 . 
À l'intérieur, subsistent quelques œuvres d'art de valeur, dont une Immaculée Conception de Guido Reni .

## Histoire
La première église San Biagio à Forlì détruite en 1944 était située à l'emplacement de l'église reconstruite dans le quartier Schiavonia, au numéro 2 de l'actuelle Via Dandolo. 
L'église, qui, à l'origine, remonte au XIIe siècle, fut désacralisée en 1810 et le siège paroissial passa alors à l'église voisine de San Girolamo ; elle prit le nom de San Biagio in San Girolamo .

### Saint Blaise dans Saint Jérôme
L'ancienne église fut commandée par le Père Giacomo Primadizzi de Bologne, venu à Forlì pour construire une église pour les Mineurs Observants. Les Battuti Rossi avaient fourni le terrain et ainsi le 27 juillet 1427 les travaux commencèrent et furent achevés six ans plus tard. 
Saint Bernardin de Sienne y prêcha notamment dans le 29 mai 1431. Grâce à la gestion franciscaine, l'église qui s'appelait San Girolamo dell'Osservanza, obtint les faveurs des seigneurs de la ville, les Ordelaffi, en particulier Pino III qui finança la construction d'un monument funéraire pour sa femme Barbara Manfredi (1466) à l'intérieur de la chapelle de San Bernardino. Même avec le changement de seigneurie, l'église resta appréciée par les seigneurs, en particulier par Caterina Sforza qui fit unir deux chapelles, celle de San Bernardino mentionnée ci-dessus à celle voisine, créant ainsi ladite chapelle Feo, décorée par Melozzo da Forli' et Marco Palmezzano . 

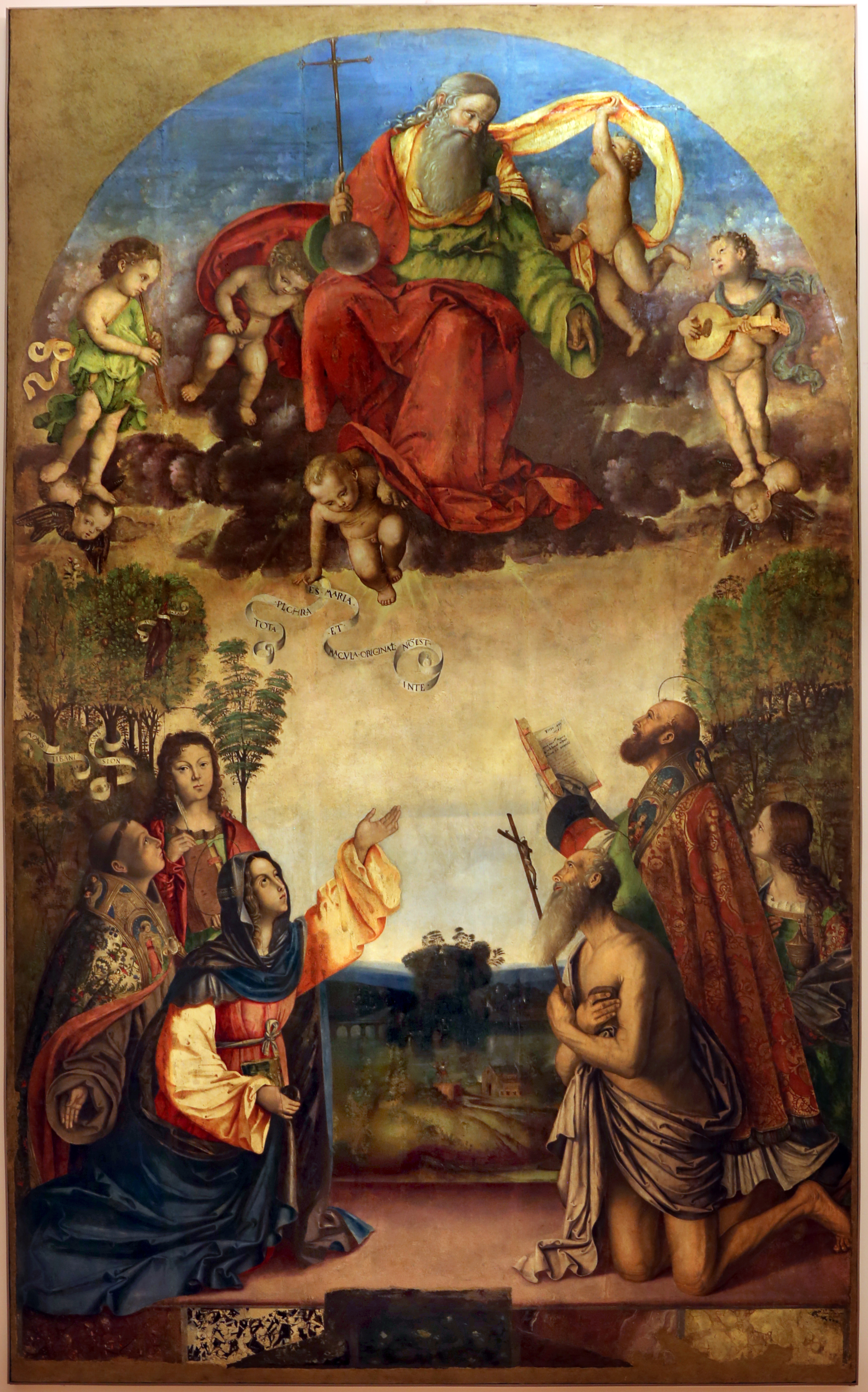
Francesco Zaganelli da Cotignola, Dieu le Père en gloire avec les saints Madeleine, Jérôme, Jean et Bonaventure, 1513, Forlì, aujourd'hui'(hui dans la Pinacothèque Civique

Une rénovation de l'église eut lieu en 1650, période au cours de laquelle certaines fresques du corps de l'église ont été recouvertes, et l'intérieur remodelé.
Giovanni Casali, dans son guide de Forlì de 1838, décrit l'église, qui de l'époque :
« Elle avait une forme rectangulaire, se terminant par une abside et possédait des chapelles latérales, presque toutes du XVe siècle, celles de droite, à l'exception de la chapelle de l'Immaculée Conception du XVIIe siècle, tandis que celles de gauche étaient du XVIe siècle. La première chapelle à droite était la chapelle dite Feo, dédiée à Saint Jacques, suivie de celle contenant le monument à Barbara Manfredi ». 
Dans la chapelle de l' Immaculée Conception (1621-1625) se trouvaient une œuvre de Guido Reni et deux monuments de Giovanni Aiudi, dédiés à Giovanni Battista Morgagni et Luigi Paolucci . De plus, cette pièce avait été restaurée et décorée par Pompeo Randi au XIXe siècle. 
Dans une autre chapelle, il y avait deux oeuvres de Marco Palmezzano : un retable avec la Vierge sur le trône avec l'Enfant et les saints et un Christ et les Apôtres et les saints Antoine, Dominique, Lucie, Agathe, Bernard, Monique, Mercuriale, Nicolas. 
Dans l'abside se trouvaient des fresques de l'école de Melozzo da Forli. Enfin, dans la dernière chapelle, propriété originelle de Marcobelli-Angelieri, puis passée à la famille Orselli, se trouvait un panneau avec Dieu le Père en gloire de Francesco Zaganelli, dit « Cotignola  », de 1513 et des peintures aux murs de Pier Paolo Menzocchi avec des histoires de la vie de Marie et des figures notables franciscaines. Dans cette chapelle se trouvait également le tombeau de Cesare Hercolani. L'église abritait également un Saint François de Girolamo Muziano et, sur le côté droit de l'autel, La Vierge en gloire avec les saints Catherine, François, Paul et Onofrio de Gianfrancesco Modigliani. 
Dans les chapelles du côté opposé se trouvaient un Christ en croix avec les saints Nicolas, Jérôme, Étienne et François de Francesco Menzocchi  (dans la deuxième chapelle, dont l'emplacement actuel est inconnu) et une œuvre de Francesco Antonio Bondi représentant les saints François, Jean de Capistran et Pasquale Baylon. 
Près du presbytère se trouvait une pierre tombale en marbre rouge indiquant l'enterrement du seigneur de Forlì Pino III Ordelaffi, décédé le 10 février 1480. Les lunettes de la loggia étaient de Gianfrancesco Modigliani et représentaient les Miracles de Saint Jérôme .

#### La chapelle Feo
La chapelle Feo est née de l'union de la première chapelle de l'église, initialement dédiée à San Bernardino, avec la seconde.  
La chapelle a été décorée grâce à la collaboration du maître le plus établi Melozzo da Forlì et de son élève le plus doué, Marco Palmezzano. Ces fresques furent complètement perdues en 1944 à cause d'un raid aérien, mais il en reste quelques photographies, prises par les frères Alinari et l'Atelier Zoli de Forlì en 1938, à l'occasion de la grande exposition organisée en l'honneur de Melozzo pour l'anniversaire de la naissance du peintre. 
Le cycle décoratif comprenait un dôme décoré de fresques, un mur décoré de fresques avec une lunette et une scène en perspective en dessous et une autre lunette adjacente.
Le dôme était organisé à partir de l'image centrale des armoiries de la famille Feo (dorées, avec trois oiseaux noirs passant) entourée de têtes d'anges ailés qui continuaient avec des caissons hexagonaux décorés et se terminaient par des figures de prophètes et d'apôtres qui donnaient l'illusion d'être assis sur le bord du dôme. Il y avait des chérubins dans les écoinçons. 
L'œuvre rappelle l'œuvre similaire de Melozzo et Palmezzano peinte pour le dôme de la sacristie de San Marco dans la Sainte Maison de Lorette entre 1483 et 1493 et s'inspire de l'illusion créée par Mantegna dans La Chambre des Époux à Mantoue.

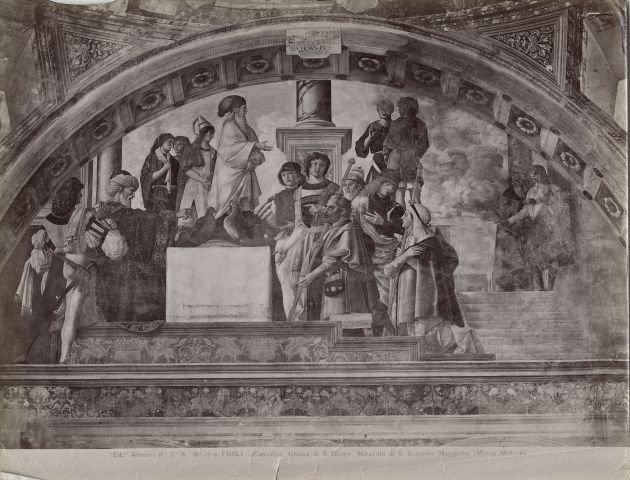
Saint Jacques le Majeur et le Miracle des oiseaux sauvages dans la chapelle perdue de Feo, détruite en 1944.
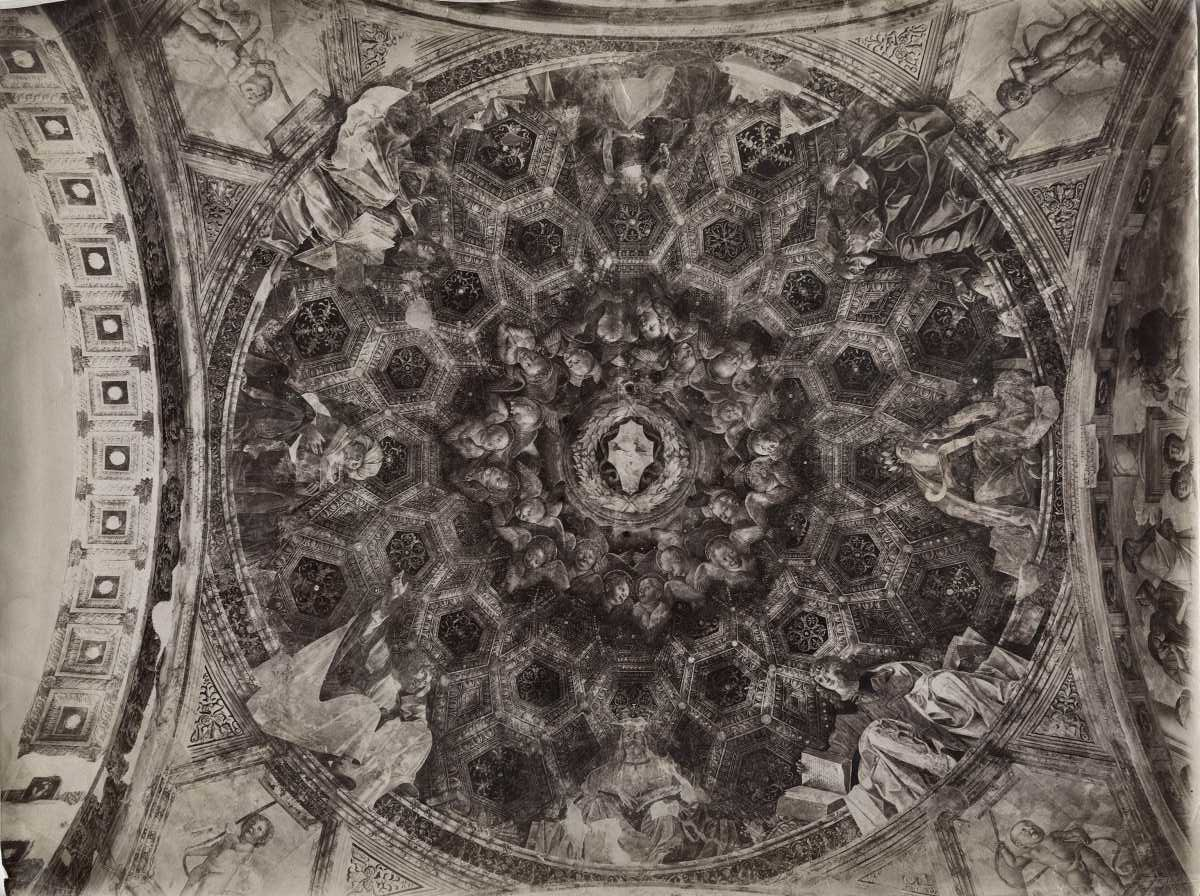
Melozzo et Marco Palmezzano, plafond de la chapelle Feo.
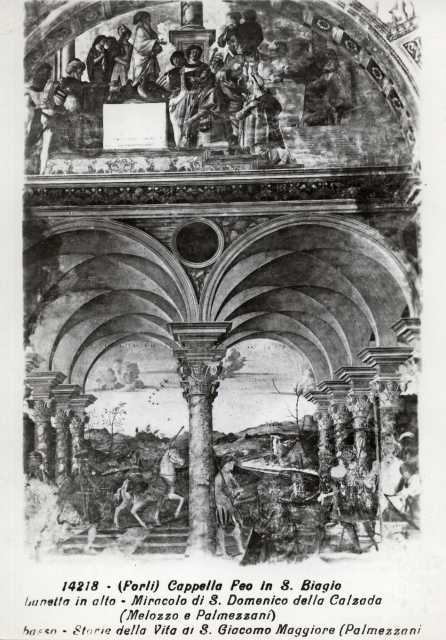
Histoires de Saint Jacques dans la chapelle Feo détruite.
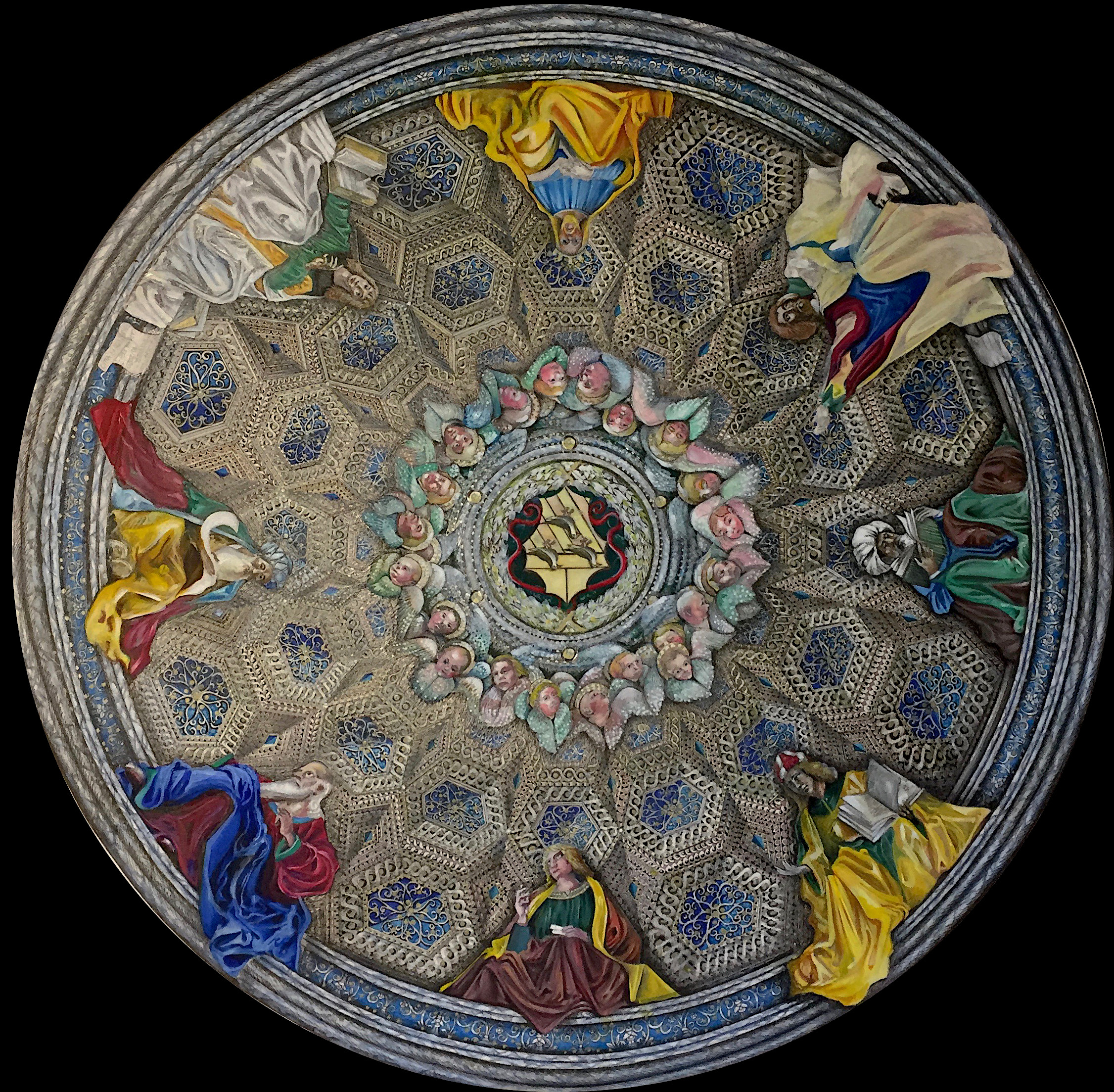
Une des reconstitutions en couleurs de la voûte de la chapelle Féo suivant les indications de Girolamo Reggiani.

## L'église actuelle

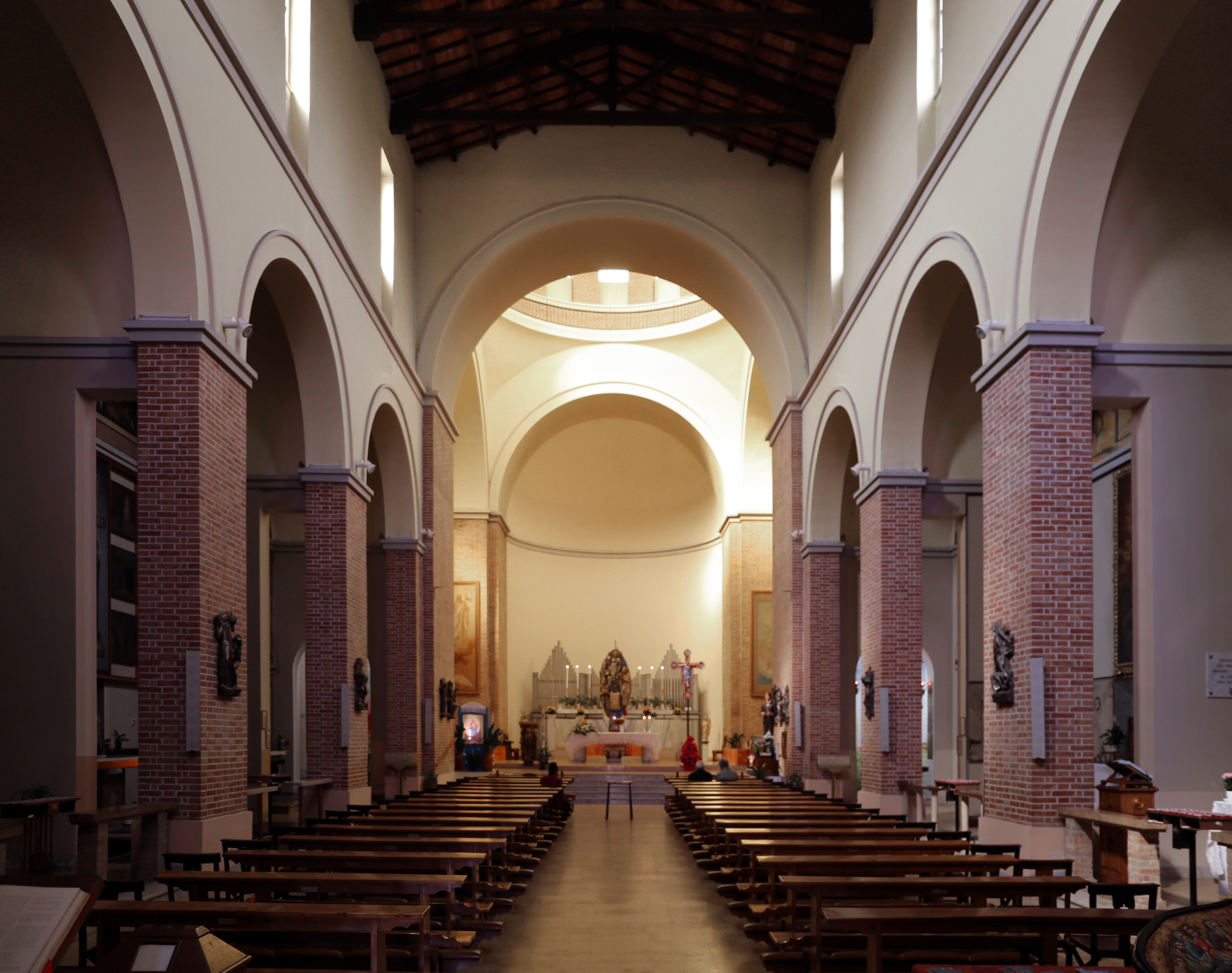
Intérieur

L'église possède une seule nef, avec un plafond à poutres apparentes et un portique en façade. Elle reproduit la structure de l'église détruite, avec un ordre rationnel plus grand, grâce à l'intervention de Cesare Valle, qui a examiné le projet en tant que membre de la commission ministérielle pour la reconstruction . Là où l'église d'origine avait une structure asymétrique et un portique déséquilibré, l'église actuelle présente deux saillants parfaits et un portique plus régulier. L'alternance des couleurs brique et blanc suit la tradition, tandis que le clocher n'a jamais été reconstruit par manque de fonds. Cependant, les cloches récupérées furent ensuite montées en 1970 sur le clocher de la Cathédrale.